# Lloyd Tilghman Memorial

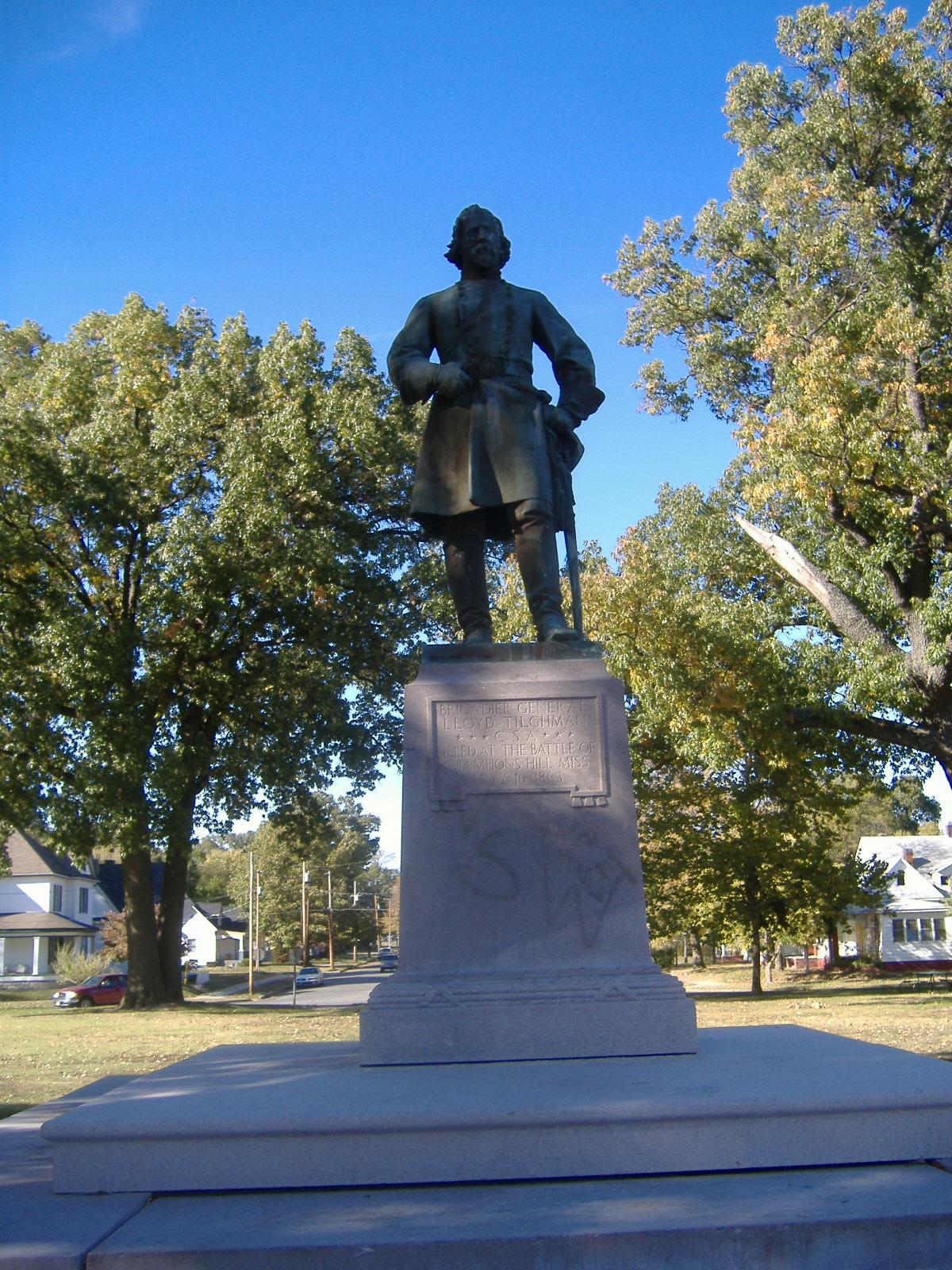
Lloyd Tilghman Memorial

Das Lloyd Tilghman Memorial ist ein historisches Denkmal in Paducah, Kentucky, das Lloyd Tilghman, einen Brigadegeneral, zeigt. Dieser kämpfte für die Konföderierten Staaten von Amerika und fiel bei der Schlacht am Champion Hill im Mai 1863.
Lloyd Tilghman kam aus Maryland, lebte jedoch 1852–1861 in Paducah. Er trat am 5. Juli 1861 als Oberst in die Confederate States Army ein und wurde im folgenden Oktober zum General befördert. Er wurde Befehlshaber für den Bau von Fort Henry und Fort Donelson und folgte einem anderen General, konnte aber den Weiterbau des militärisch unzulänglichen Forts Henry erst zu spät stoppen. Er geriet bei der Schlacht um Fort Henry in Gefangenschaft und konnte erst im nächsten Herbst wieder in den Dienst zurückkehren. Tilghman fiel dann während des Zweiten Vicksburg-Feldzugs.
Man entschied sich 1909, Tilghman zu ehren. Tilghmans Söhne Frederick und Sidell sowie die United Daughters of the Confederacy kamen gemeinsam für die Baukosten des Denkmals auf, wobei die beiden Söhne 10.000 US-Dollar beitrugen und die United Daughters of the Confederacy 5.000 US-Dollar bezahlten.
Die Statue wurde von Henry Hudson Kitson gefertigt, der damals ein Einwohner von Boston war, wohin er aus England kommend eingewandert war. Die Statue besteht aus Bronze und steht auf Sockel und Basis aus rosa Granit. Die Gesamthöhe des Denkmals beträgt 3,6 m, der Sockel ist ein Quadrat mit einer Kantenlänge von 5,2 m, die Basis misst 7,6 m. Die Gedenktafel wurde durch die Abschlussklasse der Tilghman High School von 1929 angebracht.
Am 17. Juni 1997 wurde das Denkmal mit 60 weiteren Kriegerdenkmälern in Kentucky in das National Register of Historic Places eingetragen. Ein weiteres Denkmal auf der Liste, das Confederate Monument in Paducah, liegt ganz in der Nähe. Das Lloyd Tilghman House ist ebenfalls in das National Register eingetragen und dient als Museum.

## Belege
1. ↑  James Raab: Confederate General Lloyd Tilghman: A Biography. McFarland, 2006, S. 33, 48–51, 197, 198 (englisch).
2. 1 2 3  Brent, Joseph Lloyd Tilghman Memorial NRHP Nomination Form (Kentucky Heritage Council, 1997) S. 1
3. ↑  Bush, Bryan. Confederate General Lloyd Tilghman: As a man, a soldier, and a general, he had few, if any, superiors. (Memento des Originals vom 20. August 2007 im Internet Archive)  Info: Der Archivlink wurde automatisch eingesetzt und noch nicht geprüft. Bitte prüfe Original- und Archivlink gemäß Anleitung und entferne dann diesen Hinweis. 13. Januar 2007
4. ↑  Paducah, Ky. Trailsrus.com
5. ↑  McCracken County Historical Markers Kentucky Historical Society
6. ↑  Joseph E. Brent: National Register of Historic Places Multiple Property Submission: Civil War Monuments in Kentucky, 1865–1935. (PDF (1,81 MB)) National Park Service, 8. Januar 1997, archiviert vom Original am 12. Oktober 2012; abgerufen am 29. Mai 2009 (englisch).  Info: Der Archivlink wurde automatisch eingesetzt und noch nicht geprüft. Bitte prüfe Original- und Archivlink gemäß Anleitung und entferne dann diesen Hinweis.

Koordinaten: 37° 4′ 55″ N, 88° 37′ 11″ W